# Ulf G. Johnsson
Ulf Gudmar Johnsson, né le 3 novembre 1929 dans le quartier de Södermalm à Stockholm (Suède), est un acteur et auteur suédois.
Ulf G. Johnsson n'est apparu devant la caméra que pour quelques productions cinématographiques et télévisuelles au cours de sa carrière d'acteur. Dans les pays francophone, il est connu pour son rôle du policier "Kling" dans la série télévisée Fifi Brindacier (1969) aux côtés d'Inger Nilsson.
Depuis les années 1970, Johnsson est l'auteur de plusieurs livres d'histoire de l'art. En 1998, il a publié en anglais le livre Masterpieces from Gripsholm Castle sur les peintures du château de Gripsholm. Selon la base de données de films suédois, Johnsson aurait également travaillé en tant que compositeur. Il vit actuellement (2020) à Stockholm.

## Filmographie
- 1963 : Svenska öden (mini-série télévisée, un épisode)
- 1965 : Modiga mindre män
- 1967 : Mosebacke Monarki (série télévisée)
- 1969 : Fifi Brindacier (Pippi Långstrump, série télévisée)
- 1969 : Fifi Brindacier et les Pirates (Pippi Långstrump, compilation de la série télévisée)
- 1969 : Les Randonnées de Fifi Brindacier (Pippi Långstrump, compilation de la série télévisée)
- 2000 : Naken